# Leeuwarden
Leeuwarden (västfrisiska: Ljouwert, stadsfrisiska: Liwwadden, stellingvarfs: Leeuwarder) är huvudstad i provinsen Friesland i Nederländerna. Staden har cirka 124 000 invånare.
Platsen har varit bebodd sedan 1000-talet. Staden blev på 1200-talet mötesplats för ett flertal kanaler i den då torrlagda Middelzee och fick stadsrättigheter 1435. 1504 blev Leeuwarden huvudstad för Friesland.
Leeuwarden har flera vackra äldre byggnader som Jacobijnerkerk (uppförd 1480–1550), kansliet i gotik från 1566-71 och slottet som 1587–1747 var ståthållarresidens.
Leeuwardens kreatursmarknad var tidigare näst Rotterdams Nederländernas största. Under 1500–1700-talet var Leeuwarden känt för sitt guld- och silversmide. Under år 2018 var Leeuwarden och Friesland, tillsammans med den maltesiska huvudstaden Valletta, europeisk kulturhuvudstad.
Så sent som 1947 fanns det i Leeuwarden en så kallade "Knocker-up",  det var en person som mot en mindre betalning väckte arbetare så de kom i tid till jobbet.